# Aéroport Capitán Aníbal Arab
Pour les articles homonymes, voir CIJ.
L'aéroport Capitán Aníbal Arab (code IATA : CIJ • code OACI : SLCO) est un aéroport situé dans la ville de Cobija, Bolivie.

## Situation
| \| 20 km1:4 514 000 \| Camiri Chimoré Cobija Cochabamba El Trompillo Guayaramerín La Paz Oruro Potosí Puerto · Suárez Riberalta Rurrenabaque San Borja Santa Ana · del Yacuma Sucre Tarija Trinidad Uyuni Santa Cruz Yacuiba |
| 20 km1:4 514 000 |

## Compagnies et lignes
| Compagnies            | Destinations                                         |
| --------------------- | ---------------------------------------------------- |
| Boliviana de Aviación | Cochabamba-J. Wilstermann, La Paz-El Alto, Viru Viru |
| EcoJet                | La Paz-El Alto, Trinidad (Bolivie)                   |

Edité le 7/12/2023